# Brandspira
Brandspira (Pedicularis flammea) är en växtart i familjen snyltrotsväxter. 
Den växer på mark med mycket kalk i högfjällsterräng i Kanada och norra Skanderna och på Grönland och Island. I Norden är den sällsynt. 

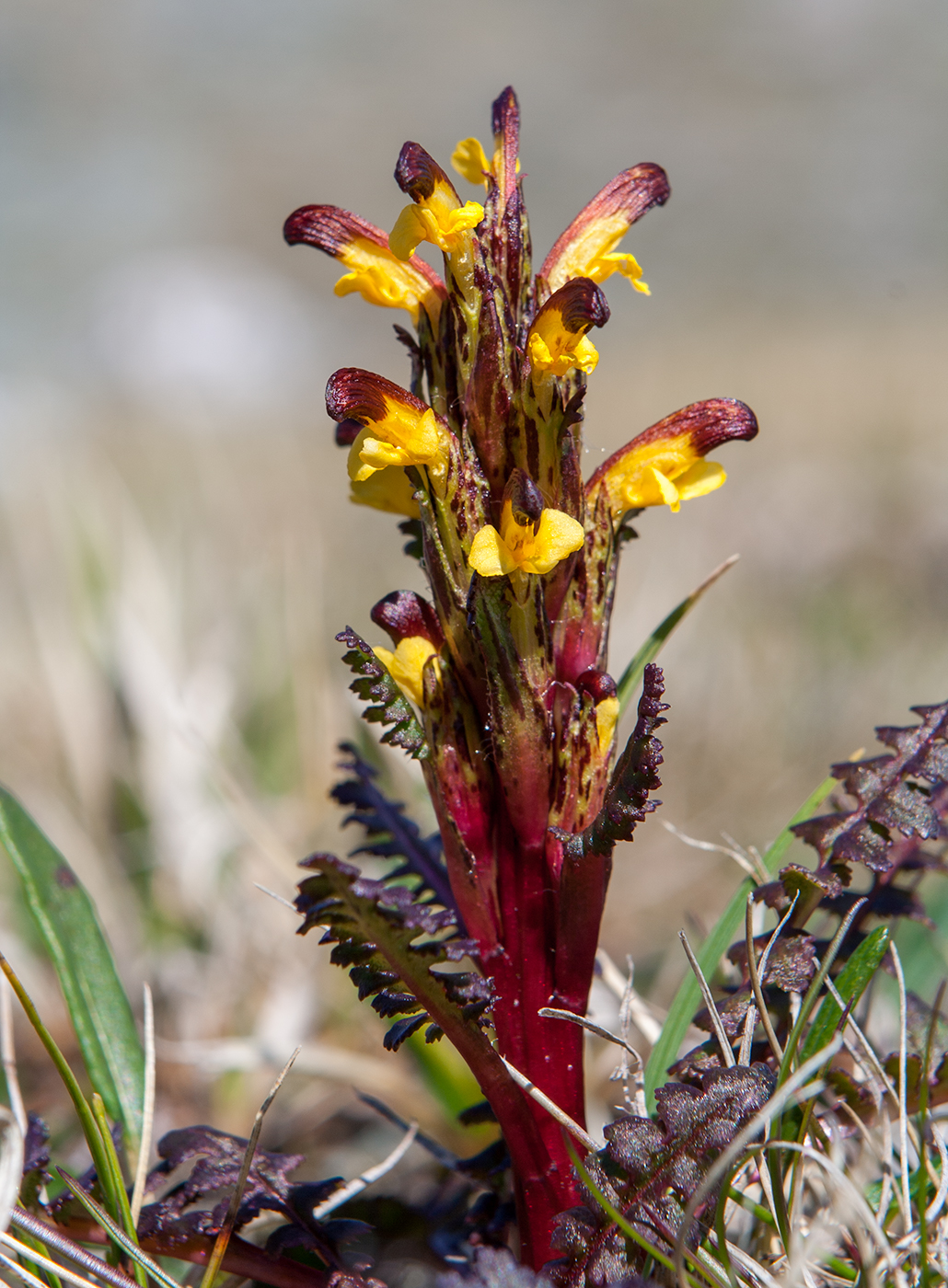
Brandspira, Padjelanta nationalpark.
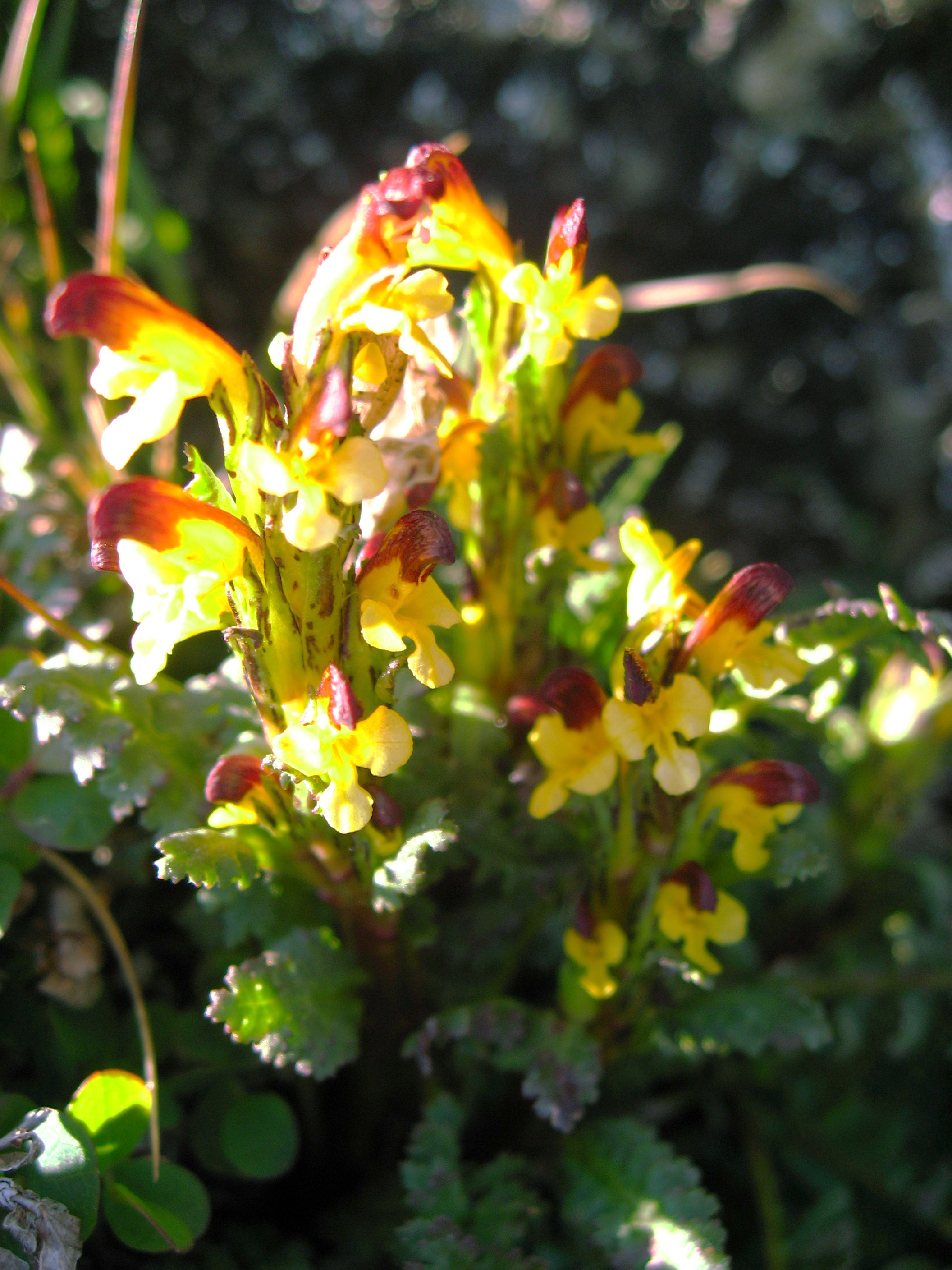